# Tsukasa Umesaki
Tsukasa Umesaki (梅崎 司, Umesaki Tsukasa) est un footballeur japonais né le 23 février 1987. Il a évolué au poste de milieu de terrain au Grenoble Foot 38 et joue actuellement pour l'équipe des Urawa Red Diamonds.

## Palmarès
- Ligue des champions de l'AFC 2017